# Hamadryas fornax
Espèce
Hamadryas fornax est une  espèce de lépidoptères (papillons) de la famille des Nymphalidae et de la sous-famille des Biblidinae et du genre Hamadryas.

## Dénomination
Hamadryas fornax a été décrit par Jakob Hübner en 1823 sous le nom initial d' Ageronia fornax.
Synonymes : Peridromia fornax Godman & Salvin, [1883]; Amphichlora fornax Dyar, 1903.

### Nom vernaculaire
Hamadryas fornax se nomme Orange Cracker en anglais.

### Sous-espèces
- Hamadryas fornax fornax présent au Brésil.
- Hamadryas fornax fornacalia (Fruhstorfer, 1907); présent au Guatemala, en Colombie et au Brésil[1].

## Description
Hamadryas fornax est un papillon d'une envergure de 63 mm à 65 mm aux ailes antérieures à bord costal bossu et bord externe concave, au dessus marbré de beige, de marron, de bleu-gris et de blanc avec une ligne submarginale d'ocelles cernées de gris et pupillés de blanc, complète aux ailes postérieures, uniquement de trois ocelles vers l'apex aux ailes antérieures. Une marque rouge en S au 1/3 du bord costal des ailes antérieures est visible sur les deux faces.
Le revers des ailes antérieures présente une partie basale beige et le reste de couleur marron très largement taché de blanc. Les ailes postérieures sont orange avec uniquement l'apex marron taché de blanc. 

## Biologie
Hamadryas  fornax vole toute l'année en plusieurs générations au Mexique.

### Plantes hôtes
La plante hôte de sa chenille est une Euphorbiaceae, Dalechampia scandens.

## Écologie et distribution
Hamadryas fornax est présent au Mexique, au Guatemala, en Colombie, en Équateur et au Brésil. Seuls des individus isolés ont été trouvés dans le sud du Texas.

### Biotope
Hamadryas fornax réside en zone ouverte de la forêt tropicale : lisière des chemins et des clairières.

### Protection
Pas de statut de protection particulier.